# Antestor
Antestor é uma banda cristã de metal da Noruega. É uma das mais antigas bandas cristãs desse país. Antestor é reconhecido como um grupo cristão pioneiro no metal extremo europeu.

## História
Em 1989 Antestor era formado por Kjetil Molnes, Erling Jørgensen e Lars Stokstad, sob o nome Crush Evil. Mais tarde, em 1990, Øyvind Haugland e Tom Paulsen juntaram-se a banda. Nessa altura o som da banda era uma mistura entre Death Metal e Doom Metal.
A existência de uma banda cristã de Death/Doom Metal causou muita polêmica. A banda foi alvo de várias ameaças de morte por parte de bandas que defendiam a filosofia Satanista. Nos anos 1990, Faust do Emperor, perguntou a Euronymous do Mayhem, se ele não pensava que a existência de uma banda cristã de Death/Doom Metal era um insulto. Eurony respondeu que tinha um plano para matar os membros do Antestor, contudo a banda sobreviveu a estas ameaças. Ironicamente, Jan "Hellhammer" Blomberg, membro da banda Mayhem, juntou-se mais tarde ao Antestor como baterista.
Em 1993, Øyvind Haugland e Tom "Paul W" Paulsen deixam a banda para dar lugar a Vegard "Gard" Undal e Svein "Armoth" Sander. Durante este período mudaram o nome da banda para Antestor (palavra em latim para testemunhar ou chamado para testemunhar). A demo ''Despair'' foi lançada sob este nome. No ano seguinte, gravaram o primeiro álbum, chamado ''Martyrium''. Devido a alguns problemas com a editora Morphine Records, só foram distribuídas 50 cópias, que se espalharam rapidamente.
Em 1996 lançaram o split Northern Lights e em 1997 a banda gravou um CD promocional e a demo Kongsblod, que chamaram a atenção da editora inglesa Cacophonous Records. Foi logo assinado um contrato, e assim que a editora tomou conhecimento das crenças religiosas da banda, foi-lhes sugerido que retirassem algumas partes mais provocadoras das letras. Em 1998 o CD promocional foi relançado sob o nome ''The Return Of The Black Death''. Depois do lançamento deste álbum, a banda voltou a ter problemas com a editora. Esta não lhes pagou nem entrou em contato com eles. Segundo alguns rumores, a editora deixou os de lado quando soube das suas crenças cristãs.
Em 2000, apesar do contrato com a Cacophonous Records ainda ser válido, Antestor assinou com a Endtime Productions. Kjetil "Martyr" Molnes deixou a banda pouco depois. O fato da banda cristã Vaakevandring ter se separado, levou a que alguns dos seus membros se juntassem a Antestor: como Ronny "Vrede" Hansen e Morten "Sygmoon" Magerøy. Ainda nesse ano, acompanharam a banda Extol em uma turnê pelos Estados Unidos.
Em 2003 as demos "Despair'' e ''Kongsblod'' foram re-lançadas, sob o nome de ''The Defeat Of Satan''. Svein "Armoth" Sander abandonou a banda, deixando seu lugar vago por algum tempo.
Em 2004, o renomado baterista norueguês Jan "Hellhammer" Blomberg juntou-se à banda e gravou com o Antestor um EP chamado "Det Tapte Liv". O estilo musical do Antestor migrou para o Black Metal, apesar de que este EP tenha se aproximado mais do Symphonic Black Metal.
Em 2005 apresentam o seu segundo álbum, ''The Forsaken''. Jan "Hellhammer" Blomberg também foi o baterista da banda na gravação desse álbum, que foi muito bem recebido pela crítica.
Em 2007 a banda anunciou o fim de suas atividades.
A banda retornou em 2010, assinou um contrato com a Bombworks Records e gravou seu terceiro álbum Omen, que foi lançado em 2012.

## Incidente em Belo Horizonte
Em 2013, durante um show em Belo Horizonte, Brasil, a banda e seus fãs foram confrontados por radicais Anticristianismo e pró-Black Metal que se revoltaram com a passagem da banda pela cidade. Como os radicais já estavam fazendo ameaças pela internet, a Polícia Militar foi chamada com antecedência para ajudar na segurança do evento. Em dado momento, os policiais tiveram que dar tiros para o alto para controlar a multidão. Um vídeo postado no YouTube mostra um grupo de radicais gritando insultos a banda do lado de fora da casa de shows e a Polícia Militar escoltando os membros do grupo.
Após o show, o grupo postou um comunicado em sua página oficial do Facebook sobre o acontecimento, agradecendo aos fãs que compareceram ao show apesar dos riscos e abençoando os manifestantes:
| “ | Nós ficamos orgulhosos por chamá-los de nossos irmãos e irmãs em Cristo. Por último mas não menos importante, nós devemos agradecer a segurança do show e a polícia de Belo Horizonte por nos escoltar pela multidão irritada. Nós não odiamos a multidão irritada que veio para nos machucar. De fato, nossa mensagem em nossos shows é amar seu inimigo. então Deus abençoe todos que ficaram do lado de fora entoando insultos. Nós esperamos poder conversar como pessoas racionais um dia. Saudações extras especiais aos nossos fãs que tiveram a coragem de vir apesar de saberem que seria perigoso. O Antestor os saúda e sejam abençoados. | ” |

## Membros

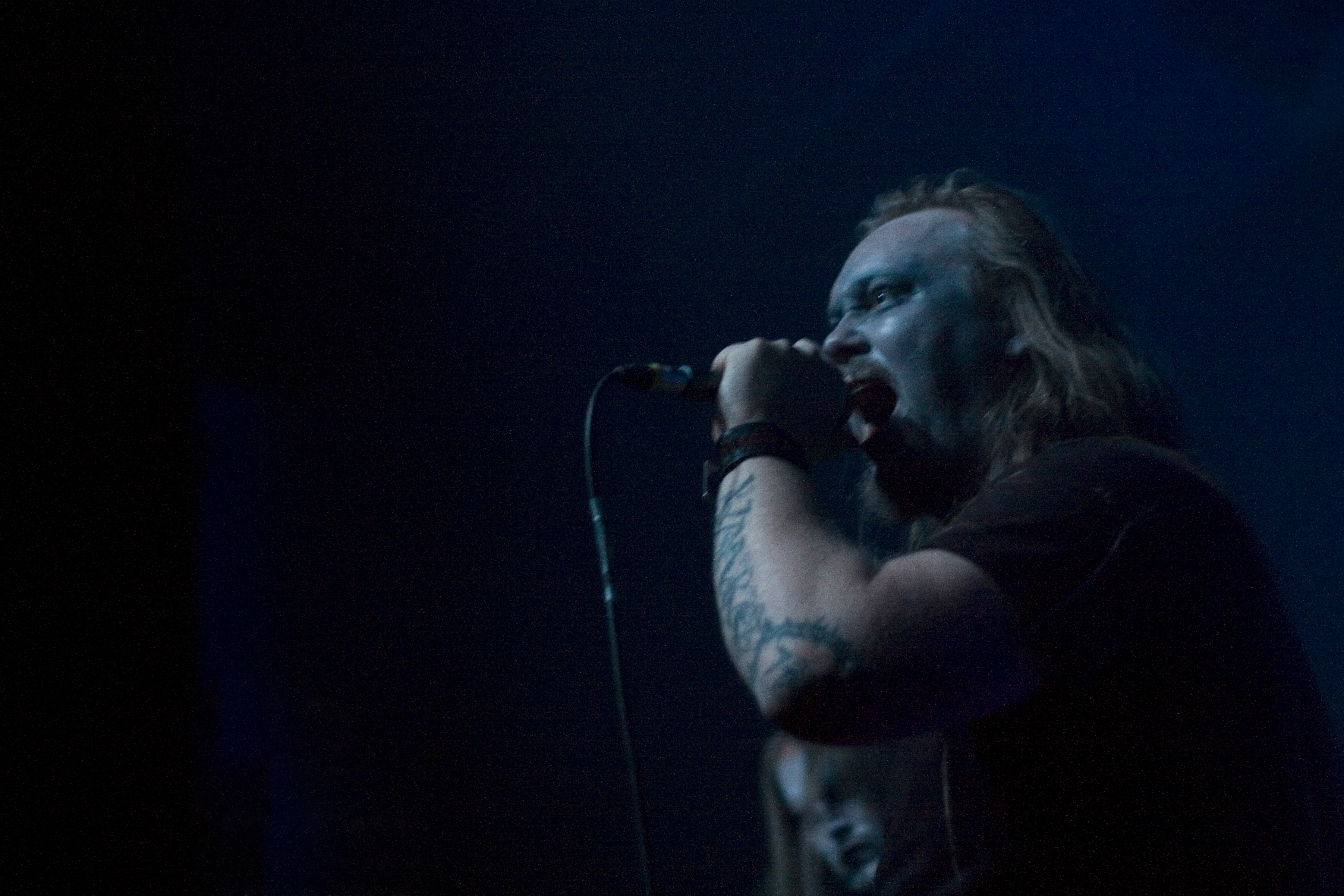
Ronny Hansen em 2011

### Atuais
- Ronny Hansen - vocais
- Lars Stokstad - guitarra
- Robert Bordevik - guitarra
- Erik Normann Aanonsen - baixo
- Jo Henning Børven - bateria
- Nickolas Main Henriksen - sintetizadores

### Ex-membros
- Pilgrim (Erling Jorgensen)- guitarra
- Erkebisp (Stig Rolfsen) - guitarra
- Bjørrn Leren - guitarra
- Ann-Mari Edvardsen - vocais femininos
- Tora - vocais femininos
- Martyr (Kjetil Molnes) - vocais femininos
- Sygmoon (Morten Sigmund Magerøy) - teclados (ex-Vaakevandring)
- Gard (Vegard Undal) - baixo
- Jokull - baixo
- Jan Axel Von Blomberg — bateria
- Svein Sander  (aka Armoth) — bateria
- Gustav Elowson — bateria
- Pål Dæhlen - bateria
- Tony Kirkemo - bateria (ex-Old Man's Child)
- Paul W - bateria

## Discografia
Álbuns de estúdio
- 1998 - The Defeat of Satan
- 2000 - Martyrium
- 2005 - The Forsaken
- 2012 - Omen

Álbuns de compilação
- 2003 - The Defeat of Satan

Demos
- 1993 - Despair
- 1997 - Kongsblod

EP
- 2004 - Det Tapte Liv

Splits
- 1996 - Northern Lights